# Roland Peugeot
Roland Peugeot (* 20. März 1926 in Valentigney; † 6. Januar 2016 in Neuilly-sur-Seine) war ein französischer Industrieller der Autofabrikanten-Dynastie Peugeot. Er galt als eine der wichtigsten Personen der Industrie Frankreichs im 20. Jahrhundert.

## Leben
Roland Peugeot besuchte das Lycée Janson de Sailly sowie das Lycée St. Louis in Paris und studierte an der Harvard Business School. 1951 trat er in das Familienunternehmen ein und hatte mehrere Positionen im Unternehmen Peugeot und seit 1976 PSA Peugeot Citroën inne, darunter Präsident des Aufsichtsrates von Peugeot S. A. (1972–1998) und Aufsichtsratsmitglied (2001–2014) sowie Vorstandsmitglied von Automobiles Peugeot (1982–1996) und Präsident der Peugeot Talbot Belgien (1985). Er hatte wesentlichen Anteil an der Modernisierung des Konzerns und am Zusammenschluss mit Citroën in den 1970er Jahren; auf seine Initiative hin wurden erstmals Nichtmitglieder der Familie, wie Jacques Calvet, in die Firmenleitung eingebunden.
Er war der Sohn von Jean-Pierre Peugeot und Colette Boillat-Japy. Roland Peugeot war seit 1949 verheiratet mit Colette geb. Mayesky und der Vater von Jean-Philippe Peugeot, aktueller Vorsitzender der Familienholding Etablissements Peugeot Frères (EPF) sowie Direktor und Vizepräsident der Société foncière financières et de participations (FFP). Sein Sohn Eric Peugeot, der 1960 Opfer einer Entführung wurde, ist außerhalb des Konzerns tätig, gleichwohl in Aufsichtsgremien von Peugeot vertreten.
Er war Vorstandsmitglied der Fédération Française de Golf und Präsident des Clubs Golf de Prunevelle à Dampierre-Sur-Le-Doubs. Er engagierte sich in der Academie des Sports, dem Automobile Club de France, dem Saint-Cloud Country Club und dem Golf de Chantilly.

## Ehrungen
- Ordre national du Mérite
- Kommandeur der Ehrenlegion
- Ordre des Arts et des Lettres (Offizier, 2002)